# Melanitta deglandi
El negrón aliblanco (Melanitta deglandi) es una especie de ave anseriforme de la familia Anatidae que habita en Norteamérica y el noreste de Asia.

## Descripción
El negrón aliblanco es la mayor de las tres especies de negrones de América del Norte. Se caracteriza por su forma abultada y su gran pico. Las hembras pesan entre 950 g a 1950 g y miden entre 48 a 56 cm de largo, son de color pardo con manchas pálidas en su cabeza. Los machos pesan entre 1360 g a 2128 g y miden entre 53 a 60 cm de largo, son completamente negros, excepto por un sector blanco en torno a los ojos y espejuelo blancos. La base del pico de este negrón es negro y está abultada.

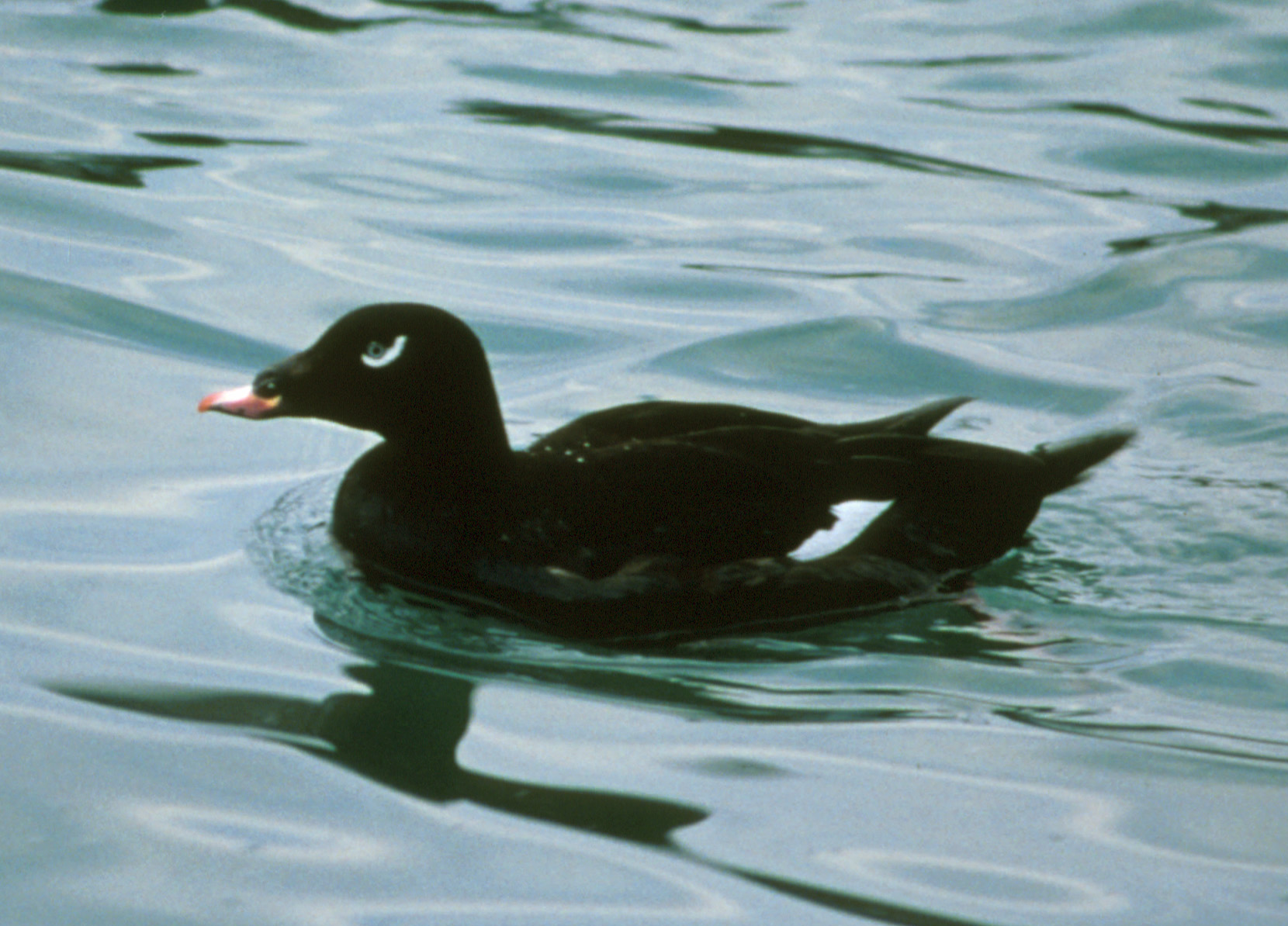
Cuando tiene las alas plegadas su espejuelo blanco es visible aunque no conspicuo.

Existen ciertas características diferentes de la raza del este de Siberia y de la raza de América desde Alaska y Canadá hasta el oeste de la bahía de Hudson. Los machos de la subespecie americana poseen laterales más oscuros, una coloración amarillo oscuro en gran parte del pico y un  sobrehueso del pico menos pronunciado. La forma asiática posee un prominente sobrehueso en la base de su pico color naranja-amarillento. Las hembras son idénticas.

## Taxonomía
Anteriormente se consideraba conespecífico del negrón especulado (Melanitta fusca). Estas dos especies y el negrón marino (Melanitta perspicillata) conforman el subgénero Melanitta, en oposición al subgénero Oidemia, formado por el negrón americano y el negrón común.
Su nombre científico conmemora al zoólogo francés Côme-Damien Degland (1787–1856).

## Distribución
El negrón alinegro cría en el extremo nororiental de Asia, al este de la cuenca del Yenisey, y en Norteamérica. Es un pato migratorio que tras la época de cría viaja al sur hasta regiones templadas, Los Grandes Lagos, las costas del norte de Estados Unidos y el sur de Canadá, y en Asia llega hasta el sur de China. 

## Comportamiento
Forma grandes bandadas en las aguas costeras. Las bandadas suelen estar muy agrupadas y emprenden el vuelo juntas.

### Reproducción
Construyen nidos forrados de plumón en el suelo cerca del mar, lagos o ríos, en los bosques o la tundra. Suelen poner de 5–11 huevos rosados, con unas medidas medias de 46,9 mm de ancho por 68,2 mm de largo, y tienen un peso medio de 82,4 g. El periodo de incubación suele durar entre 25 y 30 días. Después de unos 21 días las hembras vecinas pueden empezar a comportarse de forma agresiva con las demás hembras anidantes, lo que termina con confusiones y nidadas mezcladas. Así una hembra puede terminar seguida de 40 crías fruto de estos conflictos. La hembra suele permanecer junto a sus crías unas 3 semanas y luego les abandona, pero los jóvenes normalmente siguen juntos otras tres semanas. Adquieren la capacidad de volar a la edad de entre los 63 y 77 días.

### Alimentación
En aguas dulces esta especie se alimenta de crustáceos e insectos, mientras que en zonas de agua salada se alimenta de moluscos y crustáceos. Los alimentos favoritos de la subespecie americana son un anfípodo (Hyalella azteca), en agua dulce, y las almejas Protothaca staminea, Siliqua spp. y Mesodesma arctatus.